# ريان برايس (لاعب كرة قدم)
ريان برايس (بالإنجليزية: Ryan Price)‏ (13 مارس 1970 في المملكة المتحدة - ) هو لاعب كرة قدم بريطاني في مركز حراسة المرمى. لعب مع برمنغهام سيتي وماكليسفيلد تاون وستافورد رينجرز ونادي تاموورث وهنكلي يونايتد ‏ ونادي تلفورد يونايتد.

## وصلات خارجية
- ريان برايس على موقع قاعدة بيانات كرة القدم.إي يو (الإنجليزية)
- ريان برايس على موقع Soccerbase.com (لاعب) (الإنجليزية)